# سوتان انور
سوتان انور (انگلیسی: Sutan Anwar; ۲۱ مارس ۱۹۱۴ – نامشخص) بازیکن فوتبال اهل اندونزی بود.
وی همچنین در تیم ملی فوتبال هند شرقی هلند بازی کرده‌است.